# Mohammad Nasser Afash
Mohammad Nasser Afash (àrab: محمد عفش)  (Alep, 31 d'octubre de 1966) és un exfutbolista sirià de la dècada de 1990.
Fou internacional amb la selecció de futbol de Síria.
Pel que fa a clubs, destacà a Al-Ittihad Alep i als clubs grecs Proodeftiki i Ionikos.